# Лаковані вироби Айдзу
Лаковані вироби Айдзу (яп. 会津塗, あいづぬり, айдзу-нурі) — вироби покриті японським лаком урусі, що виготовляються у місті Айдзу-Вакамацу префектури Фукусіма. Техніка лакування Айдзу належить до офіційно визнаних цінних мистецтв Японії, які оберігаються державою.

## Короткі відомості
Перші лаковані вироби в районі Айдзу почали виготовлятися з другої половини 16 століття за правління роду Асіна. У 1590 році новий володар, християнин Ґамо Удзісато привіз сюди зі своєї батьківщини, провінції Омі, майстрів по дереву та лакувальників, які заклали основи місцевого ремесла лакування дерев'яних виробів. 
Протягом періоду Едо (1603—1867), уряд володіння Айдзу-хан всіляко сприяв розвитку цього ремесла, зробивши лаковані вироби своїм оригінальним товаром який експортувався до тогочасного адміністративно-політичного центру — міста Едо і закордон — до Голландії. 
Починаючи з середини 17 століття лакувальна техніка Айдзу була поєднано з декоративним розписом макі-е: на дерев'яних виробах неглибоко вирізався візерунок, пази якого заповнювалися золотою чи срібною пудрою, а потім покривалися лаком урусі. 
Серед лакованих виробів Айдзу перважають речі повсякденно вжитку виготовлені з дерева — підноси, тарілки, чашки.
На 2004 рік на території Японії діє 336 підприємств, які продовжують традиції лакування Айдзу. На них зайнято близько 1700 чоловік.